# Grenfell Tower
La Grenfell Tower (« tour Grenfell ») est un immeuble de grande hauteur, situé à North Kensington, à Londres. Il a été construit de 1972 à 1974 comme partie du Lancaster West Estate (en).
L'incendie de la tour Grenfell, en juin 2017, a débuté dans un appartement et détruit la totalité de la tour de 24 étages, tuant 72 personnes et faisant 77 blessés. L'incendie a propagé durant des heures un panache de particules et produits toxiques. Il a causé une pollution localement importante avec notamment des taux élevés de dioxines PCDD/PCDF, de HAP et de benzène, très supérieurs aux normes et seuils en vigueur au Royaume-Uni en termes de contamination des sols urbain.
En février 2025, le gouvernement britannique, a annoncé sa décision de démolir la tour.

## Caractéristiques avant l'incendie
La tour Grenfell, située dans le district de North Kensington, dans l'Ouest de Londres, est un complexe de logements sociaux dont la majorité des occupants appartiennent à la classe ouvrière. Il fait partie de l'ensemble Lancaster West Estate (en). Il est situé dans une zone relativement aisée. Il porte le nom de Grenfell par sa proximité avec une voie routière voisine au sud (Grenfell Road), elle-même nommée en l'honneur d'un officier britannique (le field marshal Francis Grenfell, premier baron Grenfell).
L'immeuble de 24 étages est d'architecture brutaliste. Il est conçu en 1967 et sa construction est avalisée par le conseil de Kensington et Chelsea en 1970, dans le cadre du projet de développement de l'ensemble Lancaster Ouest,. La construction de la tour débute en 1972 et s'achève en 1974.
L'immeuble comporte à sa construction 120 logements d'une et deux chambres à coucher (six appartements par étage sur vingt étages, les quatre restants étant affectés à d'autres utilisations) répartis sur 23 étages.
Selon le droit britannique, il est géré par une Tenant Management Organisation (TMO), un syndic comportant des représentants de locataires. En 2017, il est géré par la Kensington and Chelsea Tenant Management Organisation (en), la principale organisation du pays pour la gestion de bâtiments avec (co)locataires. Le Conseil de Kensington et Chelsea (en) supervise cette gestion. Le conseil de gestion des colocataires comprend huit membres habitant l'immeuble, quatre nommés par le conseil, et quatre indépendants.

## Rénovation de mai 2016
La rénovation de mai 2016, d'un montant de 10 millions de livres (soit environ 11,5 millions d'euros), vise l'isolation thermique extérieure, l'installation de fenêtres à double vitrage et d'un nouveau système de chauffage communautaire.
La rénovation comprenait aussi de nouvelles installations comme un club de boxe, le Dale Youth Amateur Boxing Club, et la Grenfell Under 3s Nursery, mais visait en priorité l'amélioration de l'habitat. Ce projet, d'une durée de deux ans, s'est déroulé tout en maintenant habitables les 120 logements. De nouveaux logements ont également été construits en utilisant des espaces inutilisés du bâtiment. Le nombre de nouveaux logements est compris entre sept et neuf.
Pour la façade, du métal a été utilisé en surface et du polyéthylène expansé à l'intérieur. Ce plastique est plus inflammable que d'autres alternatives. Toutefois, d'après la Fire Protection Association (en), le polyéthylène devrait résister au feu s'il est bien encapsulé, alors que dans le cas contraire il pourrait créer un effet de cheminée.
Les panneaux de revêtement utilisés étaient économiques : ils ne coutaient que 22 livres sterling chacun contre 24 livres sterling pour la version « résistante au feu », soit une économie de 8 % environ, ce qui a permis d'économiser 6 000 livres sterling environ, soit environ 7 000 euros.
D'après les avertissements du fabricant, l'isolant thermique utilisé n'est pas adapté à un immeuble de plus de dix mètres de hauteur.

## Incendie

Lancaster West Estate (en).
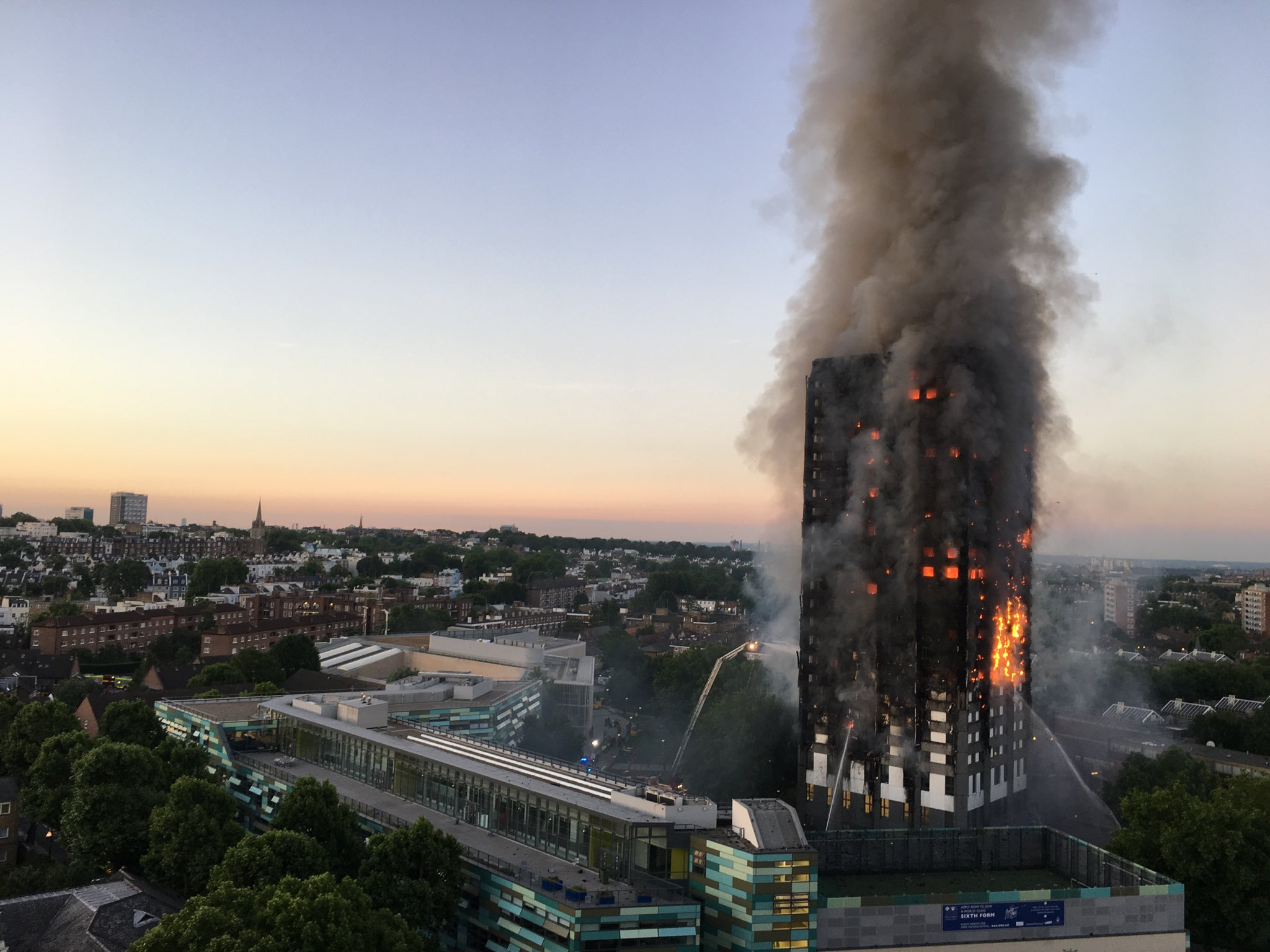
Incendie de la tour Grenfell.
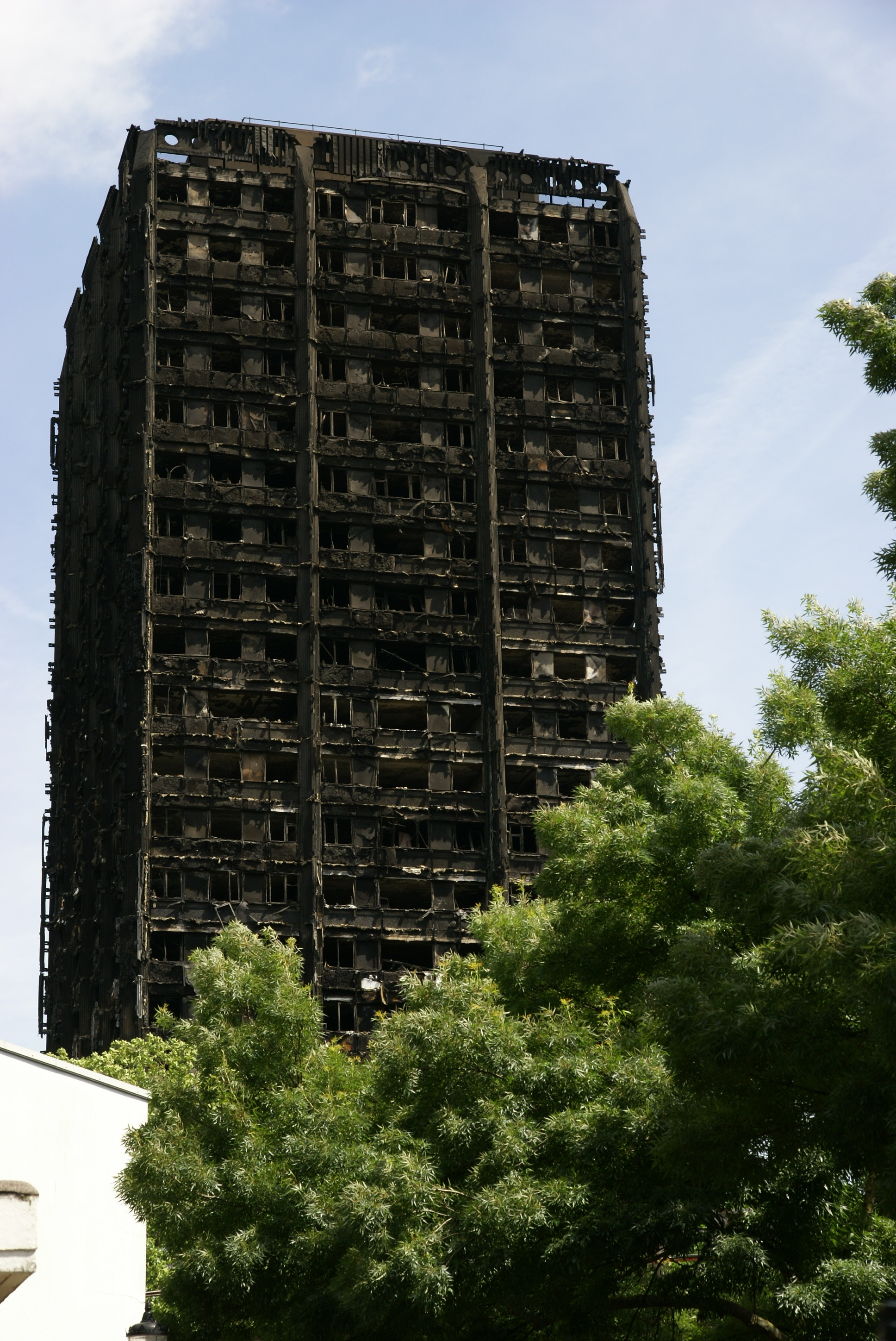
Décombres.

Des preuves, étudiées par les rapports d'experts,, (vidéo et photographiques) montrent que le feu s’est propagé à la façade à partir de la fenêtre de la cuisine d’un appartement situé au quatrième étage de la façade Est de la tour.
Plus précisément, l'incendie a commencé aux premières heures du mercredi 14 juin 2017 vers 0 h 50 lorsqu'un frigo-congélateur a pris feu dans l'appartement no 16, au quatrième étage. Le résident de l'appartement a été réveillé par un détecteur de fumée. Il est entré dans la cuisine et a découvert que le réfrigérateur-congélateur fumait. Il a alors alerté ses locataires et ses voisins, puis a appelé la brigade des pompiers de Londres à 0 h 54. Les deux premières voitures de pompiers (pompes) sont arrivées six minutes plus tard,.
Au moment où les pompiers ont commencé à éteindre l'incendie de la cuisine, une colonne de flammes avançait rapidement sur le côté du bâtiment. À 1 h 15, un pompier a découvert de la fumée dans l'appartement 26 (juste au-dessus de l'appartement 16), ainsi qu'un autre des résidents qui avaient fui la fumée aux cinquième et sixième étages, et de grandes quantités de débris ont commencé à tomber de la façade en feu. Les flammes se sont répandues sur le côté à une « vitesse terrifiante ». Les tentatives de lutte contre l'incendie avec un jet externe ont été infructueuses car elles brûlaient la plupart du temps derrière un écran imperméable. À 1 h 30, une colonne de flammes montante atteignit le toit et l'incendie était incontrôlable. Le feu à l'extérieur côté Est se propagea latéralement. De la fumée et des flammes furent visibles dans plusieurs appartements,,.
À 1 h 18, sur 293 résidents, 34 se sont échappés. La phase d'évacuation la plus intense a eu lieu entre 1 h 18 et 1 h 38, avec 110 personnes parvenant à s'échapper. Nombre d'entre elles furent réveillées par leur détecteur de fumée, puisque la fumée, massivement présente, se propageait sur les paliers et dans les appartements. Certains résidents d'appartements non affectés quittèrent les lieux à peu près à la même heure, après avoir été alertés par leurs voisins. En raison du ramadan, de nombreux résidents musulmans étaient réveillés pour le repas de suhur avant l'aube, ce qui leur a permis d'alerter les voisins et de les aider à s'échapper.
Entre 1 h 30 et 1 h 40, la fumée s'est répandue dans la cage d'escalier, ce qui a rendu très difficile la fuite des résidents sans l'aide des pompiers.
Peu de temps après 2 h 0, l'incendie a été déclaré comme incident majeur et le nombre de véhicules de pompiers est passé de vingt-cinq à quarante. Le nombre d'unités de secours est passé à dix, les véhicules de commandement à six, les plates-formes aériennes à quatre et les unités de soutien opérationnel à deux. Au cours de l'opération, 250 pompiers ont tenté de maîtriser l'incendie, avec plus de 100 pompiers à l'intérieur du bâtiment au plus fort de l'intervention. La commissaire adjointe Andrew Roe a assumé le commandement direct des opérations de lutte contre les incendies pendant les onze heures suivantes, tandis que la commissaire Dany Cotton est arrivée à 2 h 50 après avoir quitté son domicile dans le Kent. Plutôt que de commander directement les opérations, elle a servi en tant qu'agent de surveillance, supervisant Roe et fournissant un soutien moral aux pompiers. Cotton a admis que la LFB avait enfreint ses propres protocoles de sécurité en pénétrant dans un grand bâtiment sans savoir s'il menaçait un effondrement structurel. Ce n'est que l'après-midi suivant que des ingénieurs ont pu évaluer la structure et déterminer qu'elle n'était pas menacée.

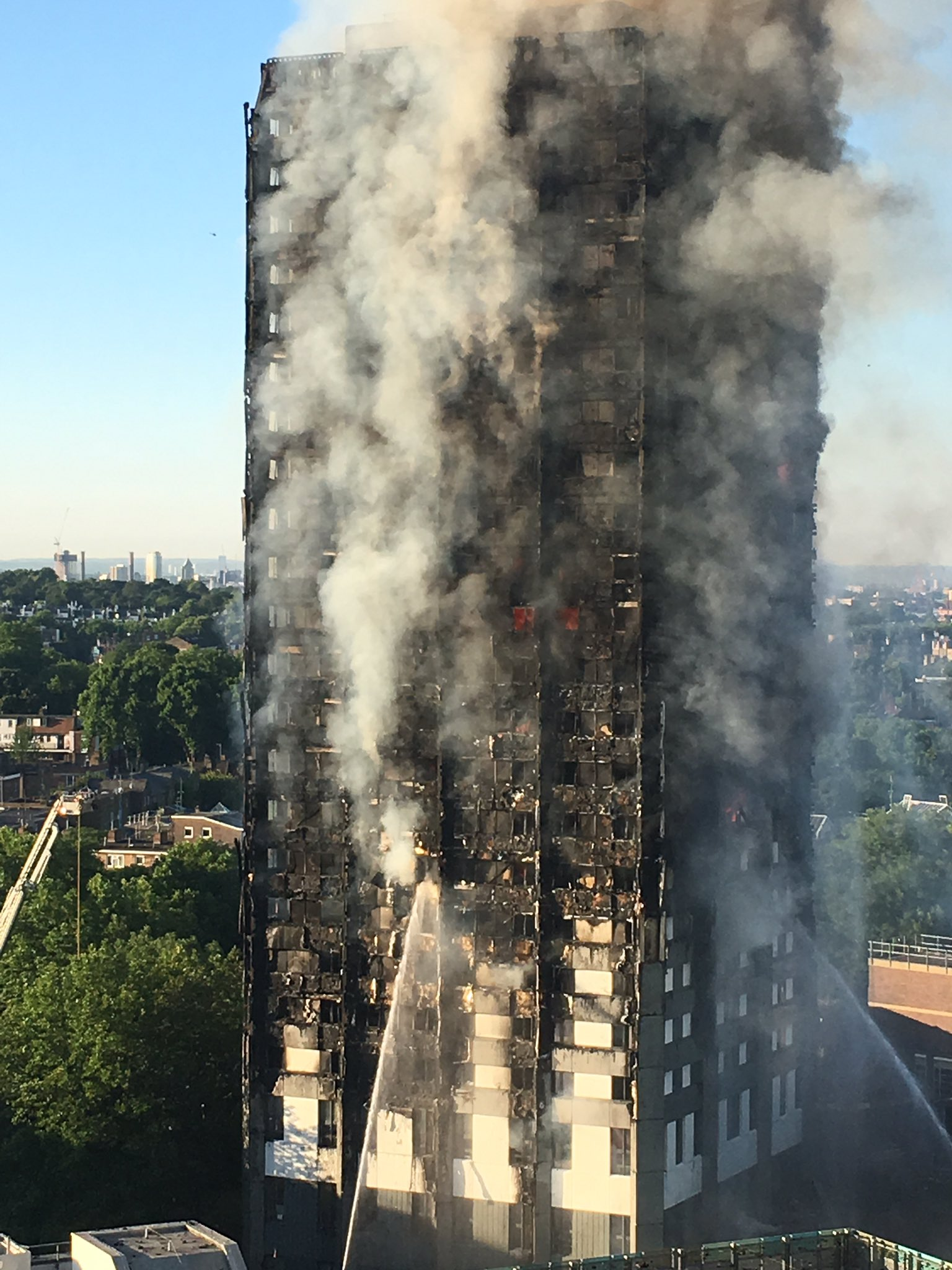
Grenfell Tower tôt le matin du 14 juin. Le revêtement brûlé est visible à l'extérieur du bâtiment.

À 4 h 44, tous les côtés du bâtiment étaient atteints. Seuls deux autres sauvetages ont eu lieu par la suite, un résident ayant été sauvé à 6 h 5 et le dernier à 8 h 7. Les pompiers ont sauvé tous les résidents habitant jusqu'au 12e étage, à l'exception de deux personnes, mais n'ont pas réussi à aller au-delà du 20e étage ; seules deux personnes ont réussi à s'échapper des deux étages les plus élevés.
Le feu a continué de brûler dans les étages supérieurs de la tour. Il n'a été sous contrôle que le 15 juin à 1 h 14 et les pompiers ont continué à étouffer les flammes jusqu'au 16 juin. Le feu a été déclaré éteint le 16 juin au soir.
Un bilan provisoire au 19 juin 2017 fait état de 79 morts ou disparus présumés morts et 77 blessés, dont 17 sont dans un état critique. De nombreuses personnes restent portées disparues,. Le 17 juin 2017, la police britannique annonce qu'au moins 58 personnes disparues sont considérées comme mortes dans l'incendie. Cinq mois après le drame, la police britannique annonce un bilan définitif de 71 morts (70 morts dans l'incendie + 1 bébé mort-né à la suite de l'incendie). L'âge des tués dans le sinistre va de 2 à 82 ans.

## Conséquences différées, suites
Une étude, faite par l'université du Lancashire a porté sur les pollutions et contaminations, marquées dans l'environnement proche, induites par les vapeurs, les fumées et les retombées de l'incendie ; avec des taux élevés de dioxines (taux de dibenzo-p-dioxine polychlorée 60 fois supérieurs à la norme à ne pas dépasser dans un sol urbain au Royaume-Uni), des niveaux de benzène cancérigène 40 fois plus élevés, des niveaux de 6 hydrocarbures aromatiques polycycliques (HAP) clés étaient environ 160 fois plus élevés. Les niveaux de HAP étaient environ 20 fois plus élevés que ceux signalés à Hyde Park avant l'incendie.
Des fibres vitreuses synthétiques ont aussi été retrouvées dans l'environnement proche. Or, selon les travaux de Morton Lippmann et de ses collègues, sur les conséquences de l'incendie et l'effondrement des tours du World Trade Center, ces fibres synthétiques vitrifiées (SVF) ont été l'un des contaminants les plus nocifs pour la santé après l'incendie. Inhalables, et à l'instar d'autres matières particulaires transportées dans les volutes chaudes de fumées, elles sont en suspension dans l’air et peuvent pénétrer les poumons. Lippmann (2014) a déterminé que les longueurs critiques minimales de ces fibres pour déclencher une asbestose (fibrose interstitielle), un mésothéliome et/ou un cancer du poumon étaient respectivement de ∼2 μm, ∼5 μm et ∼15 μm ; et pour l'asbestose et le cancer du poumon, les fibres d'un diamètre >0,15 μm semblent avoir une importance prédominante (les fibres plus minces seraient plus facilement éliminées par le système lymphatique), mais pour le mésothéliome (et d’autres lésions mésothéliales), les diamètres de fibres inférieurs à 0,1 μm semblent être les plus pathogènes.
Du cyanure d’hydrogène a aussi été trouvé dans les sols environnant, et dans les débris, de même que des isocyanates (l'un des responsables de la toxicité des fumées d'incendies), des retardateurs de flamme, des HAP et du benzène dans les charbons et d'autres débris. Citant les travaux de Stec et Hull (2010) et ceux de Stec (2017), les auteurs de l'étude rappellent que selon les statistiques (2018) anglaises, la toxicité aiguë des effluents d'incendie est la principale cause à court terme de décès et blessures causés par les incendies non désirés, la mort pouvant survenir « de quelques heures à plusieurs jours, voire des années après l’exposition ».
Plus de sept ans après l'incendie, après des centaines d'auditions de témoins et de parties prenantes et l'analyse de milliers de documents, le rapport final de l'enquête est rendu public (4 septembre 2024), faisant état de très nombreux dysfonctionnements ayant conduit à l'incendie. Il est accablant pour toute la chaîne d'acteurs impliqués  dans la construction au Royaume-Uni, du gouvernement au façadier. « Le secteur de la construction dans son ensemble doit devenir techniquement plus compétent et moins enclin à sacrifier la qualité à la rapidité et au coût ».